# Цзя Цзун'ян
Цзя Цзун'ян (кит.: 賈宗洋; нар. 1 березня 1991, Ляонін, Китай) — китайський фристайліст. Бронзовий призер зимових Олімпійських ігор 2014 року та срібний призер 2018 року в лижній акробатиці. У 2022 році виграв срібну медаль Олімпійських ігор у змішаній команді.

## Спортивні результати

### Олімпійські ігри
| Рік  | Місто                     | Акробатика | Змішана команда |
| ---- | ------------------------- | ---------- | --------------- |
| 2010 | Ванкувер, Канада          | 6          | Н/Д             |
| 2014 | Сочі, Росія               | 3          | Н/Д             |
| 2018 | Пхьончхан, Південна Корея | 2          | Н/Д             |
| 2022 | Пекін, Китай              | —          | 2               |

### Чемпіонат світу
| Рік  | Місто                  | Акробатика | Змішана команда |
| ---- | ---------------------- | ---------- | --------------- |
| 2013 | Восс, Норвегія         | 3          | Н/Д             |
| 2015 | Крайшберг, Австрія     | 6          | Н/Д             |
| 2017 | Сьєрра-Невада, Іспанія | 4          | Н/Д             |